# أنطاليا

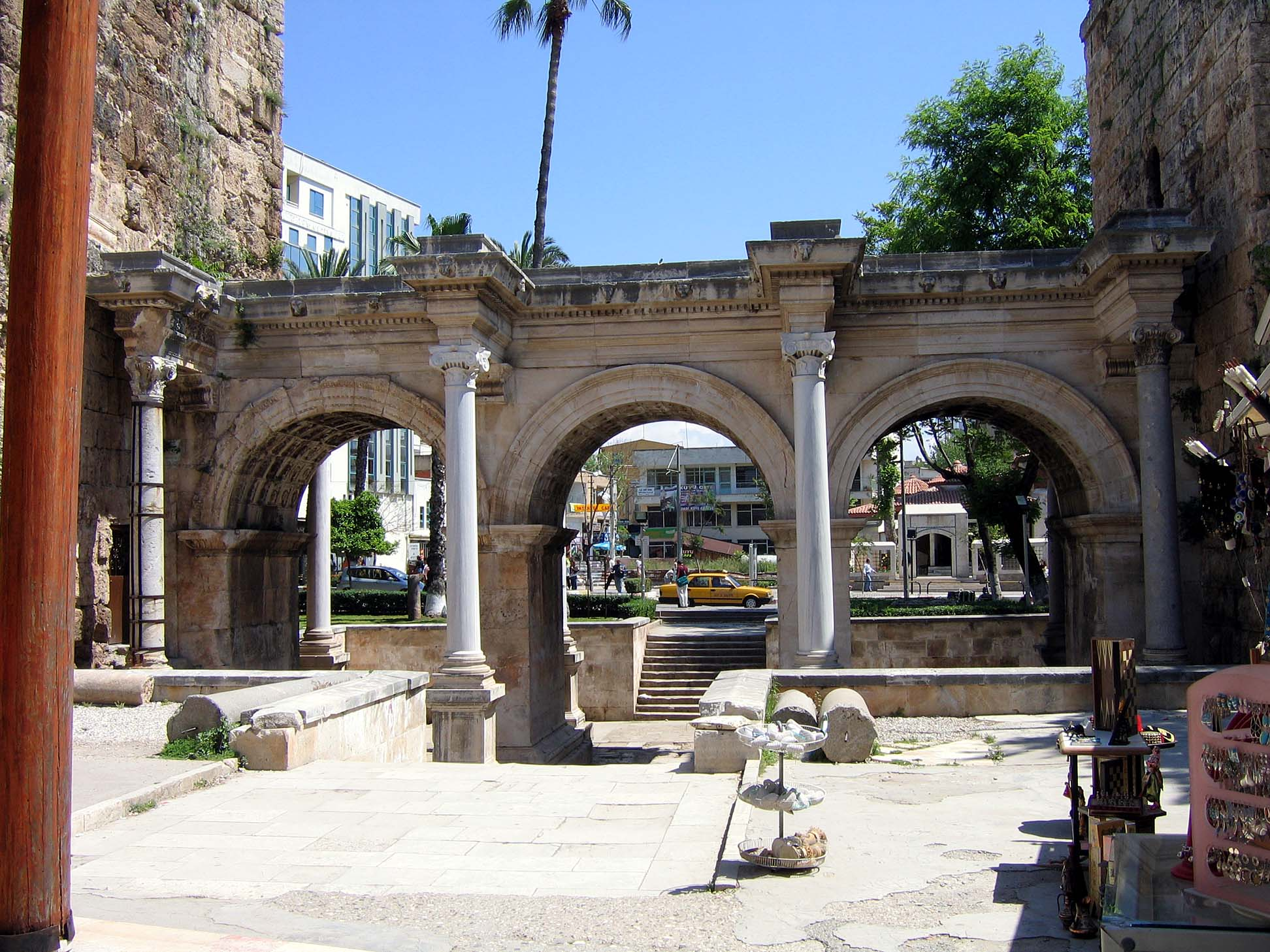
بوابة هادريان.

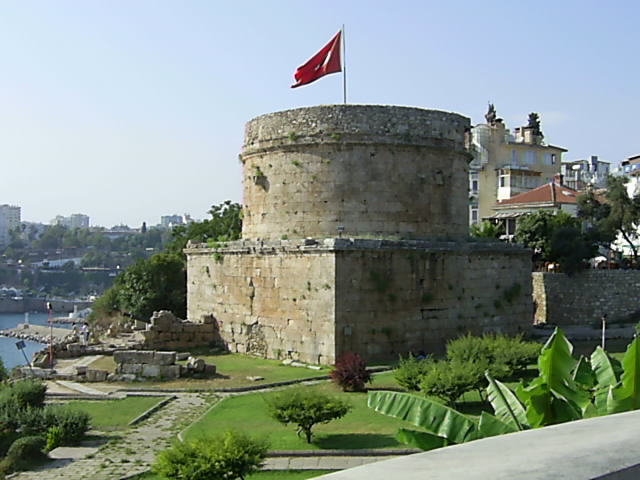
Hıdırlık برج يعود تاريخها إلى العصر الهيليني.

أَنْطَالِيَّة (بالتركية: آنطالیه/Antalya) مدينة تقع على ساحل البحر الأبيض المتوسط في جنوب غرب تركيا، وهي عاصمة ولاية أنطالية. تقع على منحدرات ساحلية، ومحاطة بالجبال. حولت التنمية والاستثمار، الذين بدئا في السبعينيات، المدينة إلى منتجع دولي كبير.

## تاريخ
غير معروف متى سكن موقع المدينة الحالي لأول مره. كان يعتقد ان أتالوس الثاني ملك بيرغامون، أنه هو من أسس المدينة حوالي عام 150 قبل الميلاد، وسماها أتاليا واختارها كقاعدة بحرية للأسطوله القوي. ومع ذلك، كشفت الحفريات في عام 2008 في دوجو جاراجي بأنطالية عن بقايا يعود تاريخها إلى القرن الثالث قبل الميلاد، مما يشير إلى أنه تم تأسيس المدينة في وقت سابق من المفترض سابقا. أصبحت أنطالية جزءا من الجمهورية الرومانية في 133 قبل الميلاد عندما قام الملك أتالوس الثالث بتوريث مملكته إلى روما، عند وفاته. نمت المدينة وازدهرت خلال الفترة الرومانية القديمة.

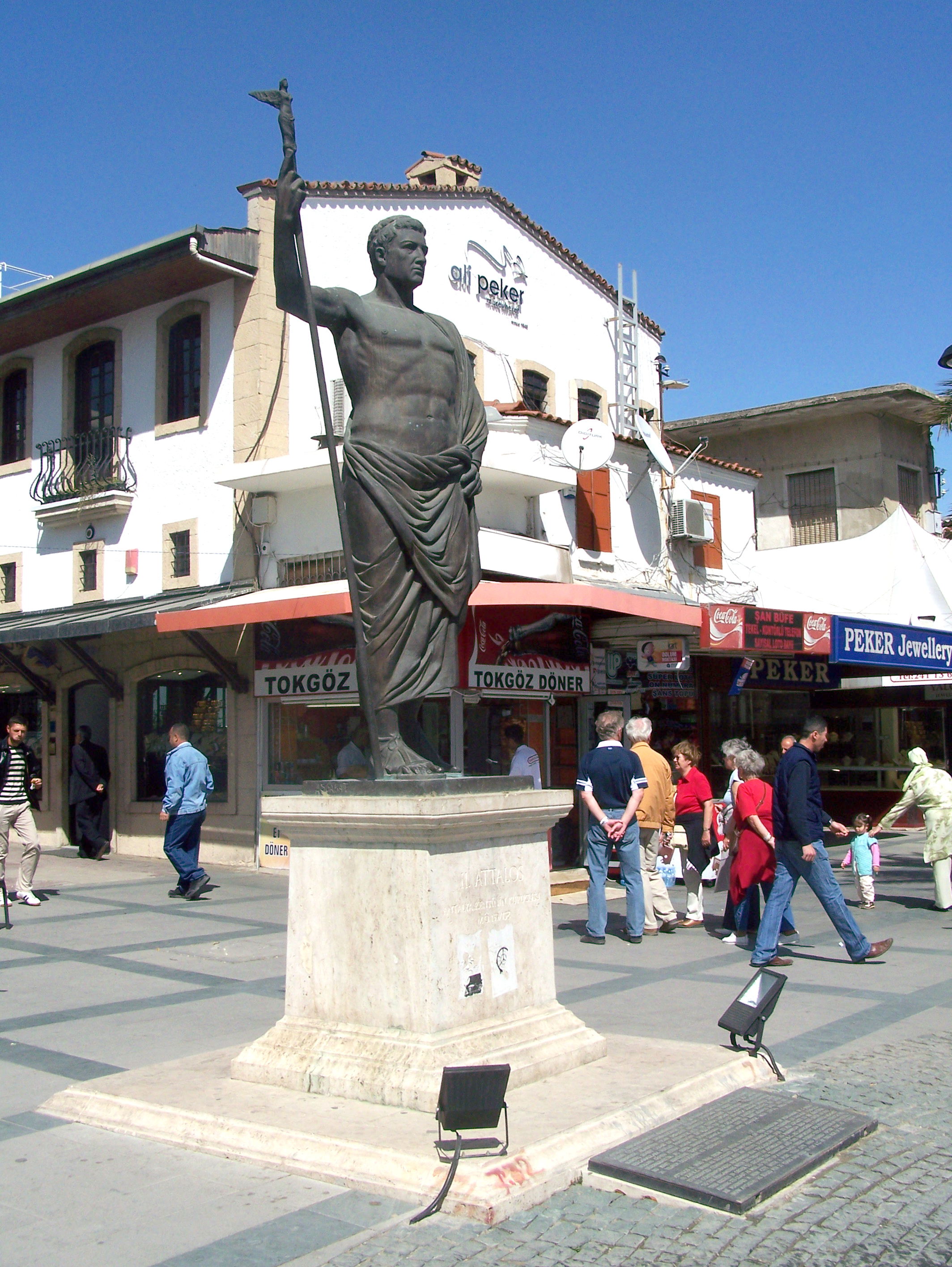
تمثال Attalos الثاني في وسط المدينة.

المسيحية بدأت في الانتشار في المنطقة بعد الثاني القرن. زار أنطالية بولس الطرسوسي، كما هو مسجل في سفر أعمال الرسل: "من برجة، بولس وبرنابا ذهبوا إلى أتالية ومن هناك سافرا في البحر إلى انطاكية حيث كانا قد اسلما إلى نعمة الله للعمل الذي اكملاه
" (أعمال الرسل 14:25-26).
أنطالية كانت إحدى المدن الرئيسية في الإمبراطورية البيزنطية. كانت عاصمة مقاطعة البيزنطية كربيسني، التي احتلت السواحل الجنوبية من آسيا الصغرى وجزر بحر إيجه. في عهد الإمبراطور يوحنا الثاني كومنينوس (1118) كانت أطاليا موقع معزول ضد الأتراك، ويمكن الوصول إليها عن طريق البحر فقط. في السنة التالية، مع معونة قائده العام جون أكسش، قاد يوحنا بولس الثاني الأتراك من الطرق البرية المؤدية إلى أنطالية وإعاد ربط المدينة مع بقية الإمبراطورية.
غزا السلاجقة المدينة، مع المنطقة المحيطة بها، في بدايات القرن الثالث عشر. كانت أنطالية عاصمة ولاية بيليك أوف تيكي التركية (1321-1423) وحتى غزاها العثمانيين. لاحظ الرحالة العربي ابن بطوطة الذي جاء إلى المدينة في ما بين 1335-1340 :
في النصف الثاني من القرن السابع عشر كتب اوليا چلبي من مدينة لها شوارع ضيقة وتحتوي على 3,000 منزل في عشرين حي تركي ووأربعة أحياء يونانية. نمت المدينة خارج أسوارها وأفيد ان الميناء كانت تصل حمولته إلى 200 قاربا.
في القرن الثامن عشر، بالأشتراك مع معظم الأناضول، وكانت ذات سيادة «ديري الباي» (أرض الرب أو ملاك الأراضي). عائلة تكي أوغلو، المقيمين بالقرب من برجة، على الرغم من انخفاض رضوخها في عام 1812 من قبل محمود الثاني، واصلت لتكون قوة منافسة للحاكم العثماني وحتى في الجيل الحالي، واصله الحياة للعديد من السنوات بعد سقوط البايات كبيرة أخرى من الأناضول. سجلات بلاد الشام (تركيا) شركة، والتي حافظت على وكالة في أنطالية حتى عام 1825، وثقت البايات المحليين.
في القرن التاسع عشر زاد السكان في أنطالية لان الاتراك من القوقاز والبلقان انتقلوا إلى الأناضول. في عام 1911 كانت المدينة بها حوالي 25,000 شخص، بما في ذلك العديد من المسيحيين واليهود، الذين ما زالوا يعيشون في أماكن منفصلة حول الميناء المسورة. الميناء كان يخدمها بواخر الساحل للشركات المحلية. أنطالية (ثم مدينة أداليا) كانت رائعة، ولكن بنائها كان سيئا. نقاط الجذب الرئيسية للزوار كانت سور المدينة، والمتنزهات، وجزء منها موجود حتى الوقت الحاضر. وكانت كل مكاتب الحكومة وبيوت الطبقات العليا خارج اللأسوار.
أحتلت المدينة لفترة وجيزة المحتلة من الإيطاليين من نهاية الحرب العالمية الأولى وحتى تأسيس الجمهورية التركية في عام 1923.

### أصل الكلمة
ووفقا للتراث، في القرن الثاني قبل الميلاد، أمر ملك برغموم أتالوس الثاني رجاله بالعثور على «جنة على الأرض». بعد عملية بحث واسعة النطاق، اكتشفتوا منطقة أنطالية. أعاد الملك أتالوس بناء المدينة، وأعطاها اسم «أتاليا» (باليونانية: Αττάλεια)التي أصبحت فيما بعد مدينة أداليا ثم أنطالية.

## السكان
وفقا لتعداد عام 2020، عدد سكان أنطالية 2.548.308 نسمة  (1.281.943 رجال؛ 1.266.365 نساء). منطقة العاصمة الكبرى يكون بها أكثر من مليون شخص في فصل الشتاء، بزيادة كبيرة في أشهر الصيف. حيث لا يرتادها فقط السياح الأجانب، فأيضا يفضلها الكثير من الأتراك لقضاء العطلات.
| السنوات | المدينة: |
| 2008.   | 798.507  |
| 2007.   | 775.157  |
| 2000.   | 603.190  |
| 1990    | 378.208  |
| (1985)  | 258.139  |
| 1970).  | 95.000   |
| 1965).  | 72.000   |
| 1960    | 51.000   |
| 1955    | 36.000   |
| 1950    | 28.000   |
| 1945    | 26.000   |
| 1940    | 25.000   |
| 1935    | 23.000   |
| 1927    | 17.000   |

## الجغرافيا

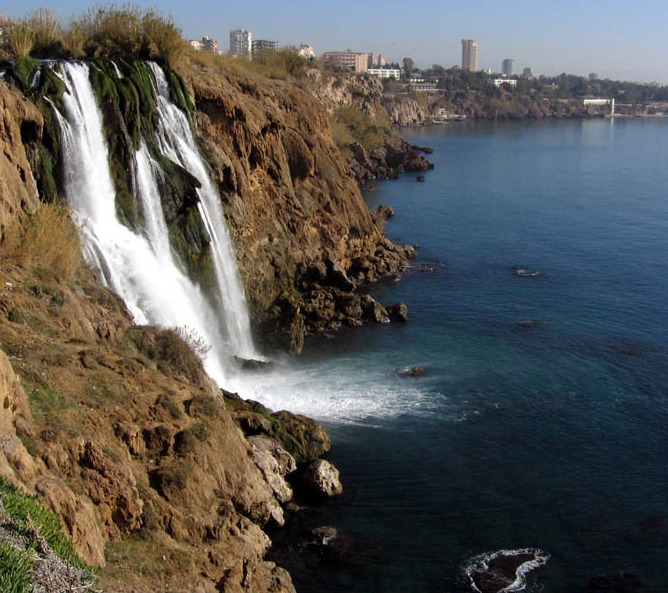
شلال دودين فال ومدينة لارا في الخلفية

تقع أنطالية في جنوب غرب الأناضول، على خليج أنطالية على البحر المتوسط، تبعد حوالي 518 كيلومتر (322 ميل) من أنقرة،  و729 كيلومتر (453 ميل) من إسطنبول، و650 كيلومتر (404 ميل) من أضنة، و462 كيلومتر (287 ميل) إزمير.
تشكل جبال طوروس في جنوب الأناضول مجموعة موازية للبحر الأبيض المتوسط في اتجاه الشرق والغرب، مما أسفر عن تشكيل سهول ساحلية ضيقة تحيط بها الجبال من ثلاث جهات والبحر على الجهة الرابعة. تغرق بعض أجزاء جبال الساحل في البحر بشكل حاد، وتشكل خلجان صغيرة وأشباه جزر. تقع أنطالية على سهل حيث تنحسر الجبال عن الشاطئ، وتتألف من منطقتين مسطحتين مكونين من صخور الترافرتين على ارتفاع متوسط 35 متر (115 قدم) ؛ يقع وسط المدينة على سهل صخري أقرب إلى الساحل، ومع الزحف العمراني تمدد إلى الداخل حتى سهل كيبيزوستو.

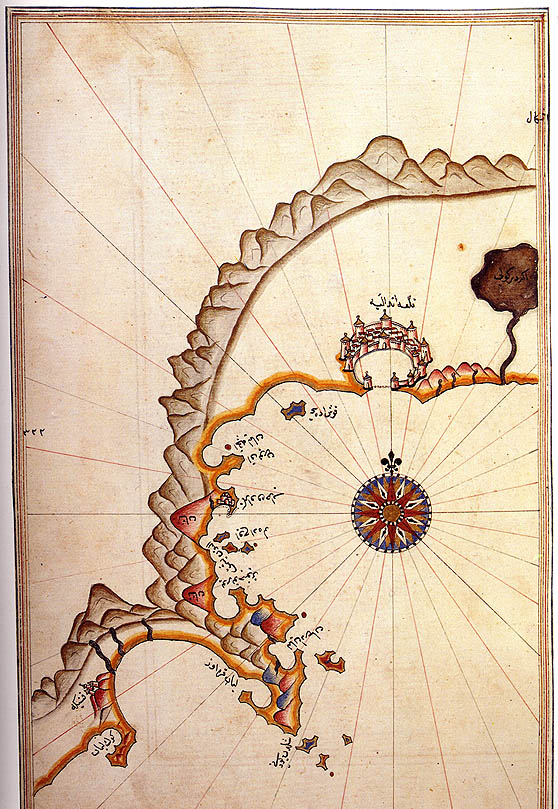
ميناء ومدينة أنطالية وساحل كيمير على كتاب البحرية من لبيري ريس من 1525

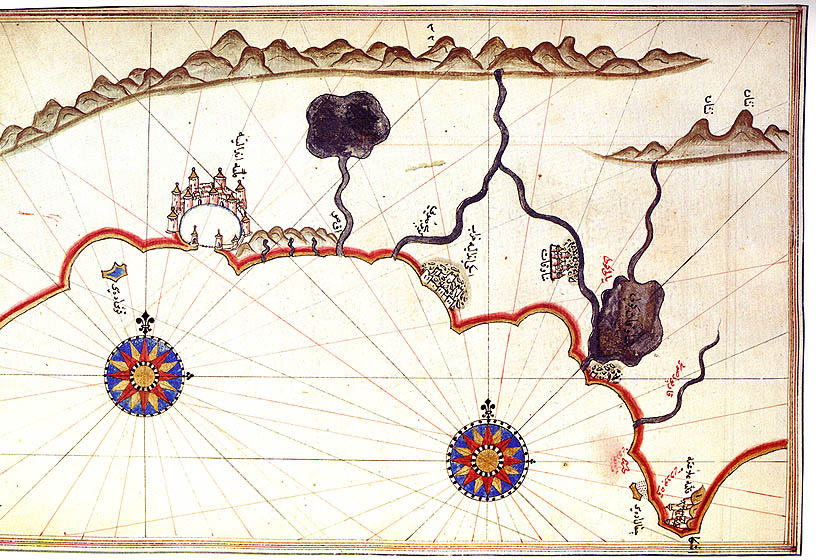
خريطة تاريخية لمدينة أنطالية، مدن ماناوجات وسيت لبيري ريس

### المناخ
تحمى المنطقة من الرياح الشمالية الباردة سلسلة جبال طوروس، ولها المناخ المميز للبحر الأبيض المتوسط، الحار الجاف صيفا والدافئ الممطر شتاء. يوجد حوالي 300 يوم مشمس في السنة، تتراوح درجة حرارة البحر تتراوح ما بين 15 و28 ؛ يمكن أن ترتفع درجة حرارة الهواء عاليا إلى 40 في يوليو وأغسطس. ويساعد نسيم البحر والرياح الشمالية على جعل ارتفاع درجات الحرارة أكثر احتمالا.
| البيانات المناخية لـأنطاليا               | البيانات المناخية لـأنطاليا | البيانات المناخية لـأنطاليا | البيانات المناخية لـأنطاليا | البيانات المناخية لـأنطاليا | البيانات المناخية لـأنطاليا | البيانات المناخية لـأنطاليا | البيانات المناخية لـأنطاليا | البيانات المناخية لـأنطاليا | البيانات المناخية لـأنطاليا | البيانات المناخية لـأنطاليا | البيانات المناخية لـأنطاليا | البيانات المناخية لـأنطاليا | البيانات المناخية لـأنطاليا |
| الشهر                                     | يناير                       | فبراير                      | مارس                        | أبريل                       | مايو                        | يونيو                       | يوليو                       | أغسطس                       | سبتمبر                      | أكتوبر                      | نوفمبر                      | ديسمبر                      | المعدل السنوي               |
| ----------------------------------------- | --------------------------- | --------------------------- | --------------------------- | --------------------------- | --------------------------- | --------------------------- | --------------------------- | --------------------------- | --------------------------- | --------------------------- | --------------------------- | --------------------------- | --------------------------- |
| متوسط درجة الحرارة الكبرى °م (°ف)         | 14.9 (58.8)                 | 15.4 (59.7)                 | 17.7 (63.9)                 | 21.2 (70.2)                 | 25.4 (77.7)                 | 30.5 (86.9)                 | 33.8 (92.8)                 | 33.7 (92.7)                 | 30.9 (87.6)                 | 26.4 (79.5)                 | 21.2 (70.2)                 | 16.7 (62.1)                 | 24.0 (75.2)                 |
| متوسط درجة الحرارة الصغرى °م (°ف)         | 5.9 (42.6)                  | 6.2 (43.2)                  | 7.8 (46.0)                  | 11.1 (52.0)                 | 15.0 (59.0)                 | 19.4 (66.9)                 | 22.4 (72.3)                 | 22.3 (72.1)                 | 19.1 (66.4)                 | 15.0 (59.0)                 | 10.7 (51.3)                 | 7.6 (45.7)                  | 13.5 (56.4)                 |
| الهطول مم (إنش)                           | 232.4 (9.15)                | 160.7 (6.33)                | 96.8 (3.81)                 | 46.2 (1.82)                 | 30.0 (1.18)                 | 9.6 (0.38)                  | 2.2 (0.09)                  | 2.5 (0.10)                  | 12.3 (0.48)                 | 67.7 (2.67)                 | 131.9 (5.19)                | 263.3 (10.37)               | 1٬055٫6 (41.57)             |
| متوسط أيام هطول الأمطار                   | 13                          | 11                          | 9                           | 6                           | 5                           | 3                           | 1                           | 1                           | 2                           | 6                           | 8                           | 12                          | 77                          |
| المصدر: World Weather Information Service |                             |                             |                             |                             |                             |                             |                             |                             |                             |                             |                             |                             |                             |

## الاقتصاد

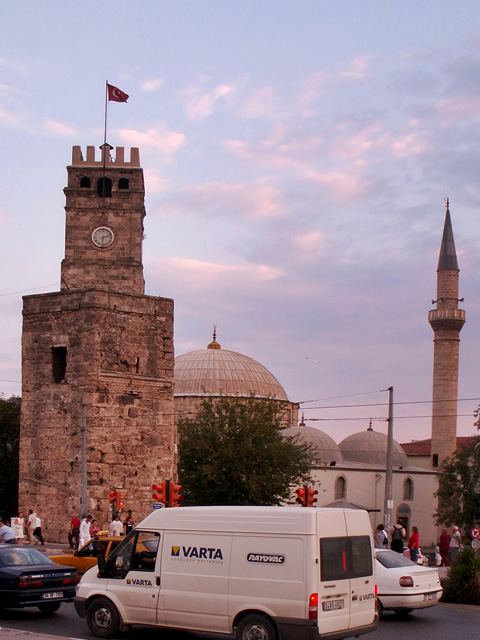
برج لساعة من العصر الروماني القرن ومسجد تكيلي محمد باشا من القرن الثامن عشر في وسط المدينة

يعتمد اقتصاد أنطالية على مزيج من السياحة، والزراعة، والتجارة، مع بعض الصناعات الخفيفة. يشمل الإنتاج الزراعي الحمضيات والقطن والزهور والزيتون وزيت الزيتون والموز. سوق غذاء بلدية مدينة أنطالية يغطي 65 ٪ من طلب الفواكه والخضر الطازجة لتركيا.

### السياحة

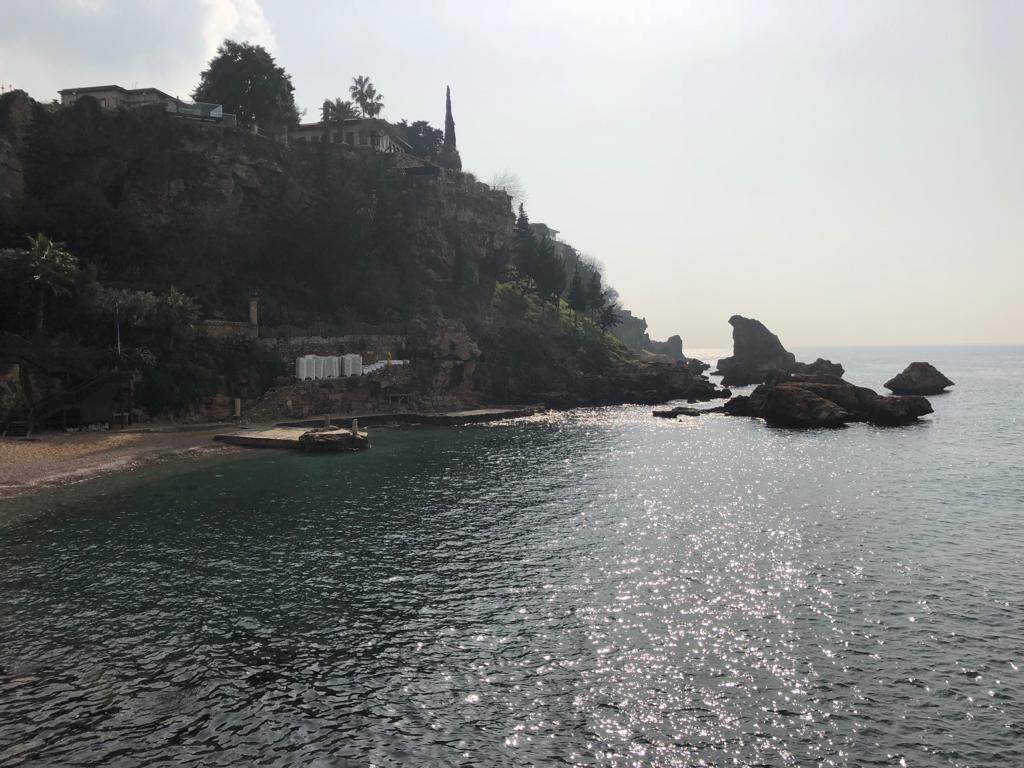
شاطئ أنطالية-تركيا

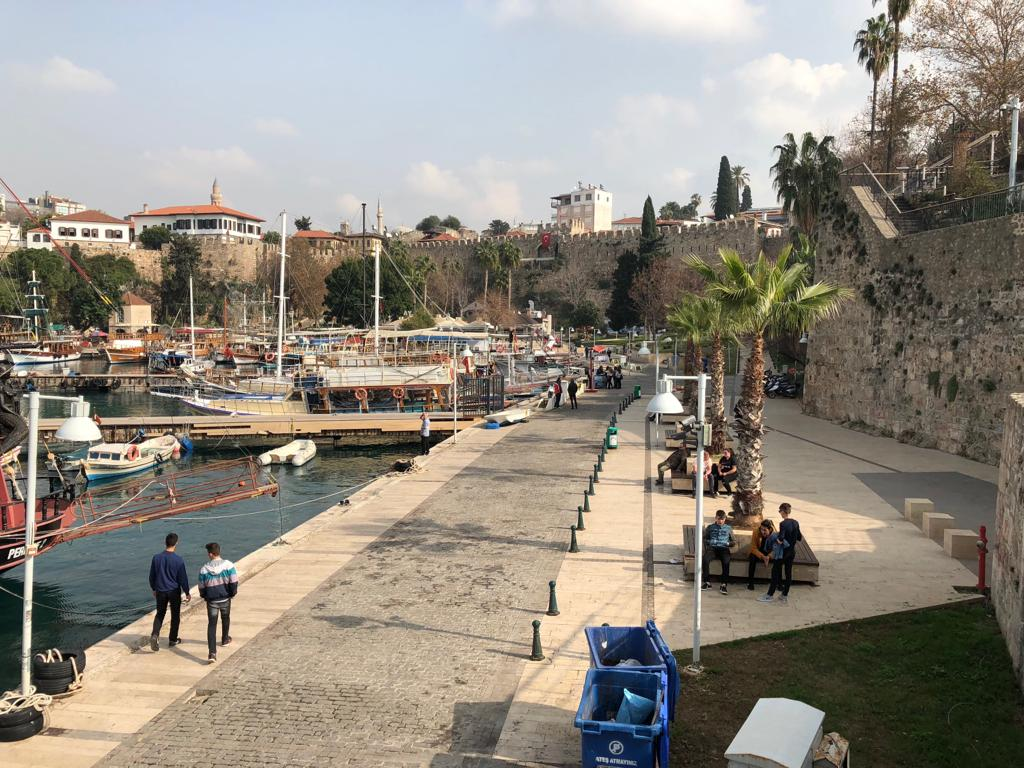
احدى موانئ شاطئ أنطالية

تتضمن المعالم السياحية، المواقع طبيعية والتاريخية على الريفييرا التركية التي جعلت مطار أنطالية واحدا من أكثر المطارات ازدحاما في منطقة البحر الأبيض المتوسط. يحتفظ المركز التاريخي للمدينة (كاليسي)، مع فنادقه وحاناته ونواديه ومطاعمه، وأسواقه بالكثير من الطابع التاريخي للمدينة؛ وفاز ترميمه بجائزة التفاحة الذهبية للسياحة.
تحتوي المدينة على مواقع متأثرة بالعمارة والثقافة الليكية والبمفيلية، والإغريقية، ولكن بصورة رئيسية العمارة والثقافة الرومانية، البيزنطية، والسلوجية والعثمانية.
ميدان الجمهورية، هو الميدان الرئيسي في المدينة، يفتح في بعض المناسبات الخاصة المؤقتة معارض وعروض في الهواء الطلق.
تعد كاليسي، بشوارعها الضيقة المرصوفة بالحصى والبيوت التركية واليونانية التاريخية، هي المركز القديم لأنطالية، الآن أساساً فنادق ومحال بيع الهدايا، وحانات. الفنادق الجديدة، مثل الشيراتون، تمتد على طول الساحل أعلى أحياء كونيالتي وشواطئ لارا.

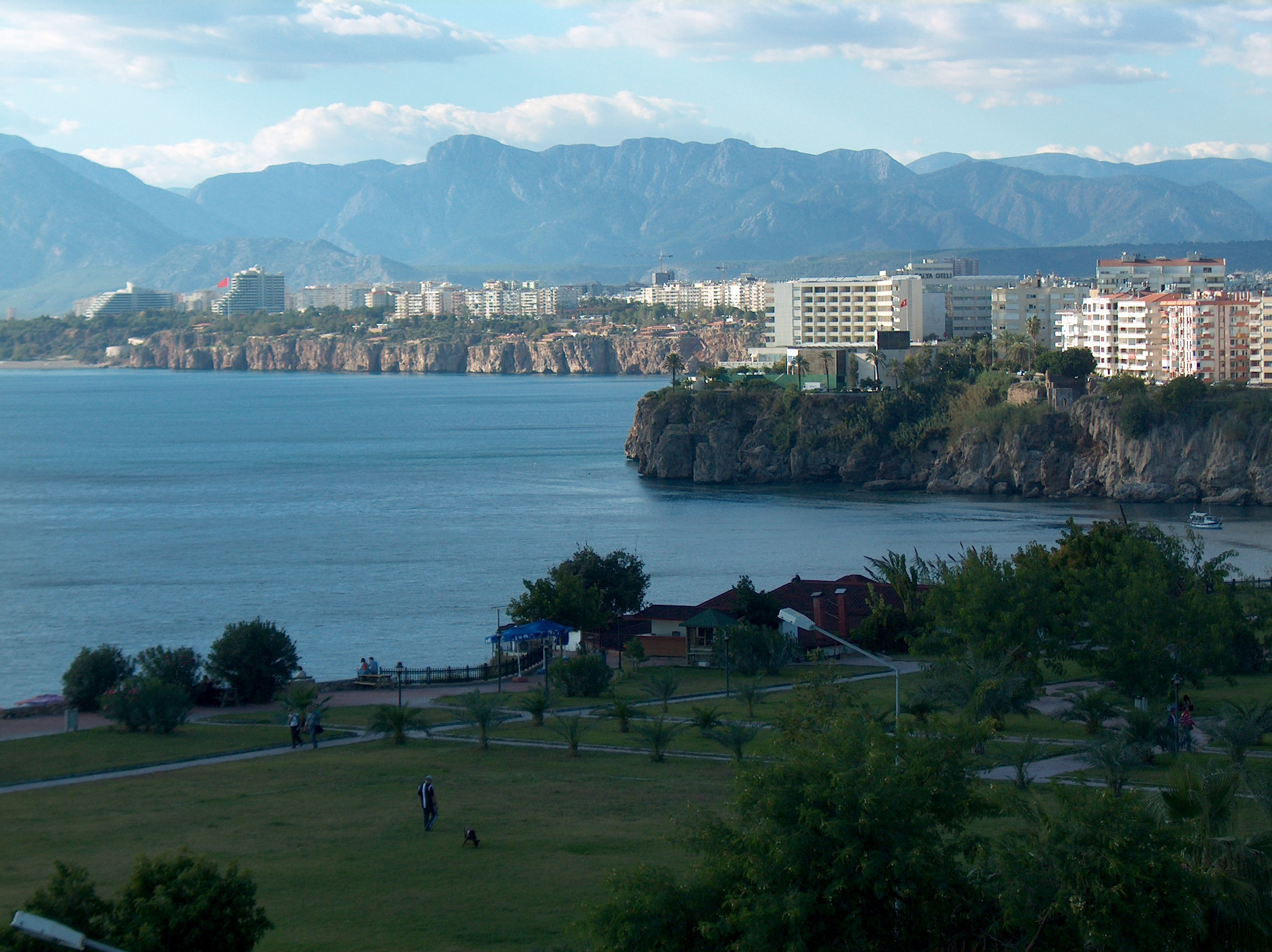
مدينة أنطالية.

## التعليم
هناك 12.000 معلم يعلمون 275.000 طالبا. وتقع في المدينة جامعة أكدنيز وجامعه أنطالية الدوليه .

## الثقافة

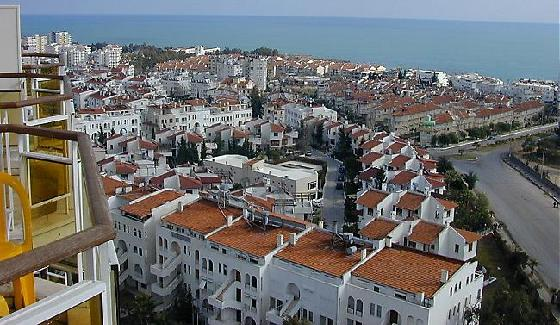
منطقة لارا في أنطالية.

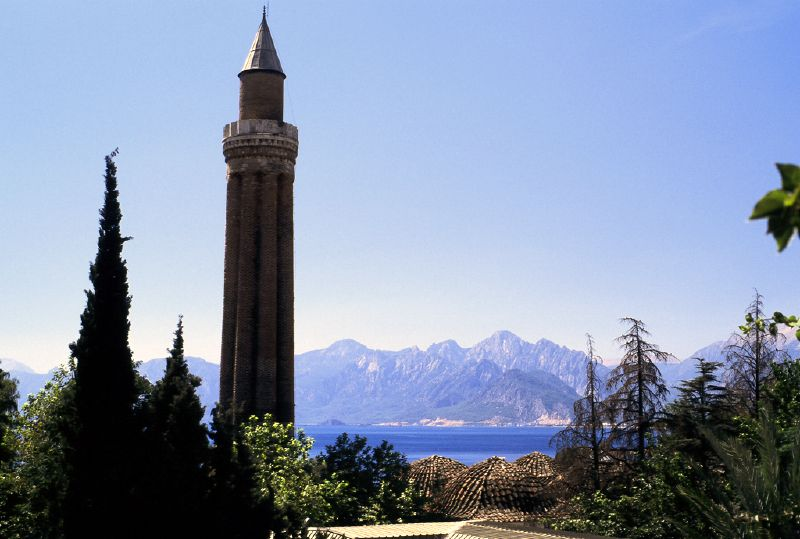
مسجد يفليف منارة، رمز المدينة.

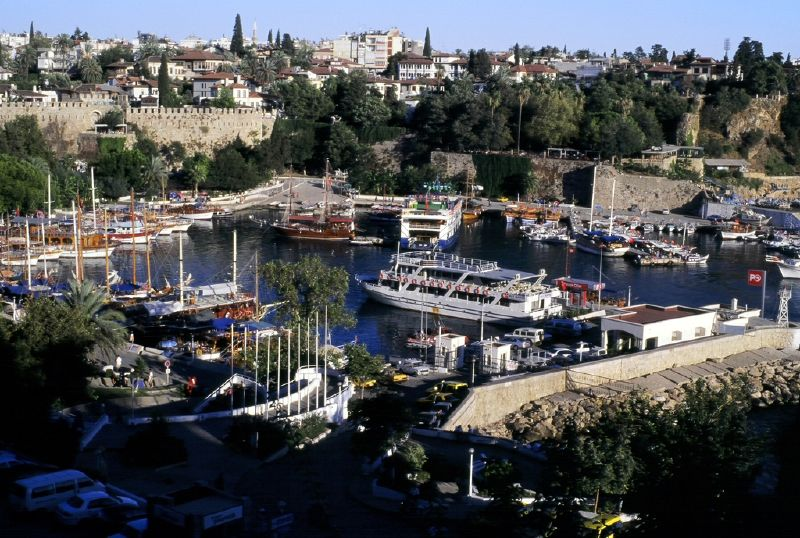
المشهد حول كاليسي.

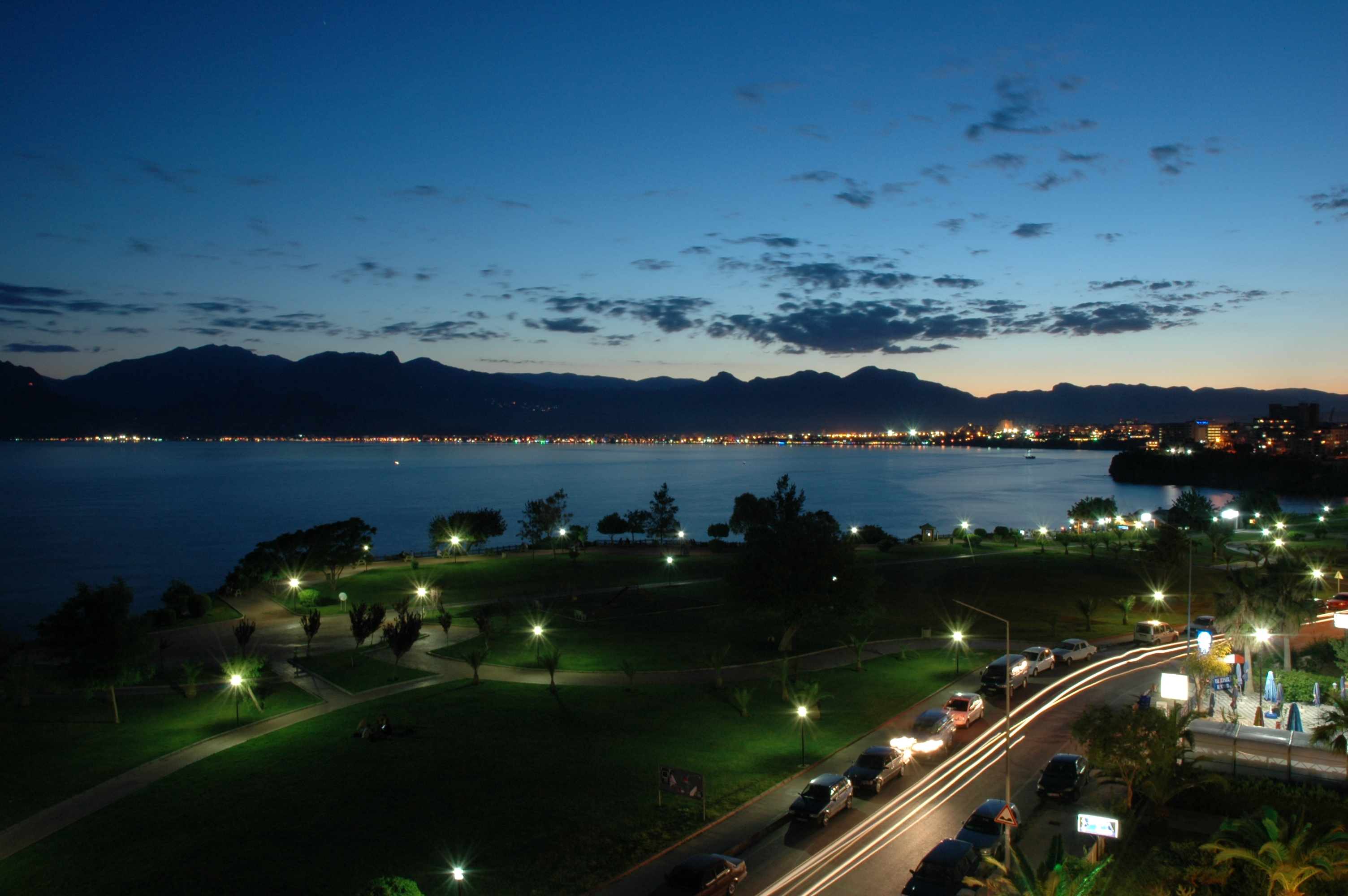
أنطالية عند الغسق.

يقام مهرجان البرتقالة الذهبية للافلام العالمية في أنطالية.

### الطعام
يشمل مطبخ أنطالية العديد من الاطعمة والطبخات المميزة منها: بياز (تصنع بالطحينة، والثوم، والجوز، والحبوب المغلية)، هيبيس الحار المخلوط مع الكمون والطحينة، تندير كوفتي، كباب تندير، دوماتيس سيفيسي، شكشوكة، ومختلف أطباق البحر المتوسط الباردة مع زيت الزيتون. خصوصية محلية واحدة هي، بذور الترمس المغلية، التي تؤكل كوجبة خفيفة. «جريدا» (المعروفة أيضا باسم لاجوس أو الهامور الأبيض المتوسطي) هي الأسماك شائعة في الأطباق المحلية.

### المهرجانات والمناسبات
- هناك عدد من البطولات الرياضية بما فيها سباقات السيارات.
- مهرجان أنطالية البرتقالة الذهبية للأفلام: هو أكبر مهرجان وطني للأفلام في تركيا، يقام في الأسبوع الأخير من شهر سبتمبر
- مهرجان أوراسيا السينمائي الدولي: مهرجان فيلم دولييعقد سنويا
- مهرجان أنطالية: سبتمبر
- المهرجان البحر المتوسط الدولي الموسيقي: أكتوبر، 6 أيام
- مهرجان أنطالية الدولي للموسيقى الشعبية الرقص المنافسة: في الأسبوع الأخير من أغسطس
- مهرجان أسبندوس الدولي للأوبرا والباليه: يونيو ويوليو
- مهرجان زهرة مايو

### المعالم الرئيسية
أنطالية لها الشواطئ منها كونيالتي، لارا وكاربوزكادران. وللرياضات الشتوية، يشكل كلا من منتجعات Beydağları وSaklikent الجمال الطبيعي للمدينة.
هناك عدد كبير من المساجد والكنائس والمدارس الدينية، والحمامات في المدينة. كاليسي، المرفأ، والتي من أسوار المدينة أرفق، هو أقدم جزء من المدينة. تحتوى كاليسي على العديد من المنازل التاريخية مع فن العمارة التقليدية المحلية التركية واليونانية.

### مواقع تاريخية في وسط المدينة
- كاليتشي: المركز التاريخي للمدينة، والآن هو المركز السياحي للمدينة وفيه فنادق وحانات ونوادي ومطاعم وأسواق. وتحتفظ كاليسي الكثير من طابعها التاريخي، بعد أن حصل ترميمها على جائزة التفاحة الذهبية للسياحة.
- المبنى القديم ليالي تشمل أسوار المدينة، Hıdırlık برج، بوابة هادريان (المعروف أيضا باسم بوابة الثلاثي)، وبرج الساعة.
- بوابة هادريان: التي شيدت في القرن الثاني قبل الميلاد على يد الرومان على شرف الإمبراطور هادريان.
- كيسك منارة (المئذنة المكسورة): كانت كنيسة بيزنطية، حولت في وقت لاحق إلى مسجد.
- مسجد يفليف منارة (المئذنة المزينة): بناه السلاجقة وهو مزين ببلاط أزرق داكن، وبالفيروز، وهذه المئذنة أصبحت مؤخرا رمزا للمدينة.
- من المباني الإسلامية الأخرى في المدينة: مدرسة كاراتي، مسجد آهي يوسف ميسيدي، مسجد مراد باشا، مسجد تكيلي محمد باشا، مسجد سنان أفندي، ومسجد عثمان أفندي.

### المتاحف
- متحف أنطالية: الحائز على جائزة متحف الآثار.
- متحف كاليتشي : افتتح في عام 2007 من قبل مركز أبحاث الحضارات البحر الأبيض المتوسط (أكدنيز Medeniyetleri Araştırma Merkezi) انظر أيضاً على دورية سنوية.

### المواقع ذات الأهمية
- قربوز قلدران (Karpuzkaldıran)
- تونك تبه (Tünek Tepe)
- حديقة قره علي أغلو (Karaalioglu Park)

## النقل

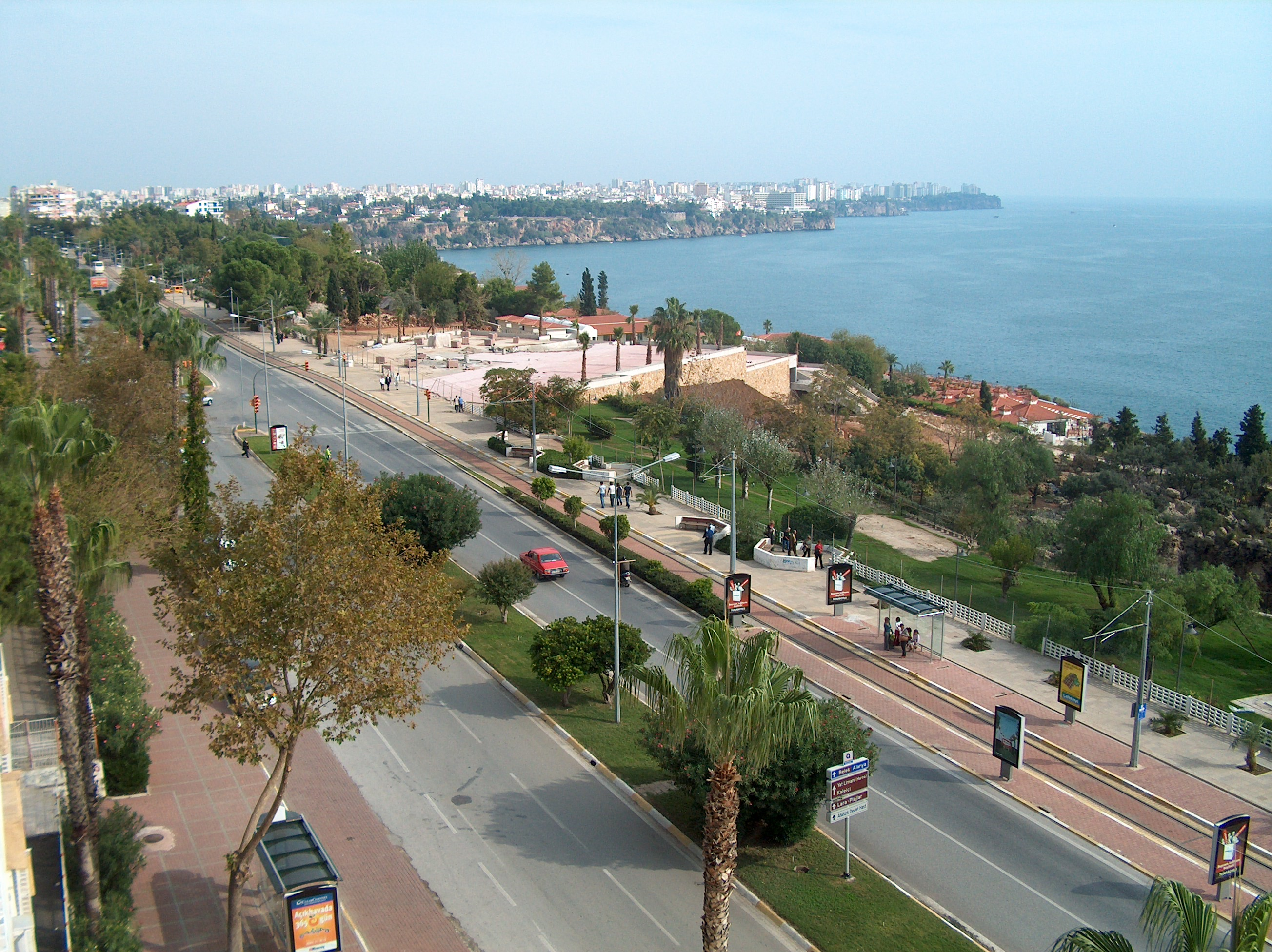
شارع كنعان افرين قديسي (يسمى شعبياً ب"كونيالتي قديسي") مع لخط الترام.

وسائل النقل الرئيسية للمدينة هي عن طريق الجو أو البر. ولا تزال الطرق البحرية قيد التطوير. في عام 2007، أضاف المطار بوابة جديدة. وتحسن المدينة المواصلات البرية وأيضاً البحرية. ويوجد في المدينة ميناء رئيسي في جنوب مقاطعة كونياتي. ويتم التخطيط لإطلاق طرق محلية إلى شاطئ كيمر.

### النقل العام
محطة حافلات أنطالية (Otogar) من خلال طرق E87، D400، D650. وهناك نظام للحافلات المحلية تديره شركة خاصة للبلدية الكبري. وسيارات السرفيس تكون من مينى باصات البلدية ونسافر عبر طرق محددة. وتتوفر أيضاً سيارات الأجرة.
ويخطط الآن لعمل طريق للسكك الحديدية.
يمتد الترام من متحف أنطالية وفنادق شيراتون، وعلى طول الشارع الرئيسي في وسط المدينة في كاليكابسي، بوابة هادريان، حديقة كاراليجيو، وينهي رحلته في تاليا أتيلي. يغادر الترام عن ساعة ونصف ساعة من المحطة (الشرق والغرب)، وتصل كاليكابسي بين 10 و15 دقيقة بعد ذلك. أجرة الطريق الاتجاه الواحد أفل من 1 دولار.
وحالياً يجري بناء 11.1 كيلومتر (6.9 ميل) خط سكك حديدية الخفيفة من مركز المدينة الرئيسية شمال غرب الحافلات العامة إلى حديقة الحيوان خارج مناطق الضواحي. ومن المقرر افتتاح الخط في خريف عام 2009.

## الطرق الرئيسية
تكافح البنية التحتية مثل الطرق والمجاري لمواكبة الزيادة في عدد السكان والسياح.

### المطارات
في عام 2007، تجاوز لأول مرة عدد الركاب على الرحلات الدولية في مطار أنطالية العدد الإجمالي في مطار اتاتورك بإسطنبول ومطار صبيحة كوكجن الدولي، وكسبت رسمياً لقب«عاصمة السياحة التركية».

## المدن الشقيقة
لأنطالية 8 مدن شقيقة (المعروفة أيضا باسم «المدن التوأم»):
- يام، إسرائيل
- تشيبوكساري، روسيا
- فاماغوستا، الجمهورية التركية لشمال قبرص
- قازان، روسيا
- نورنبيرغ، ألمانيا
- روستوف-نا-دونو، روسيا
- ، قازاقستان

## مشاهير من أنطالية
- كافيركان اكسو، لاعب كرة القدم
- جوشكون جوشين، ممثل سينمائي
- دنيز بايكال، رئيس حزب الشعب الجمهوري
- دنيز سيكي، موسيقى البوب ايان
- يفنت يوكسيل، موسيقي، ملحن
- مايكل أتالياتس (باليونانية: Attaleian)، المحامي البيزنطي في القرن الحادي عشر الميلادي.
- أونات كوتلار، الكاتب
- أوزجوكان أوزكان، لاعب كرة القدم
- روشتو، لاعب كرة القدم
- القديس نيقولاوس، المعروف أيضا باسم سانتا كلوز، عاش في البلدة القديمة لميرا
- سومر تيلماك، ممثل
- طارق أكيلتوب، مهندس معماري، مؤرخ، شاعر وكاتب
- براق يلماظ، لاعب كرة القدم
- يجمور ساريجول، موسيقي، ملحن

## وصلات خارجية
- 'أنطالية'.. شاطيء المياه التركوازية الأهرام العربي
- عرض WikiSatellite أنطالية، ويكيمابيا
- توقعات الطقس، دائرة الأرصاد الجوية التركية